# بيغان
بيغان هي قرية في مقاطعة كليبر، إيران. عدد سكان هذه القرية هو 785 في سنة 2006.